# Konrad Forcher-Ainbach
Konrad Forcher-Ainbach, auch Konrad von Forcher-Ainbach oder Konrad Andreas Forcher von Ainbach (* 24. November 1839 in Ainbach, Gemeinde Knittelfeld; † 6. Januar 1901 in St. Peter ob Judenburg) war Gutsbesitzer und Abgeordneter zum Österreichischen Abgeordnetenhaus.

## Leben
Konrad Forcher-Ainbach war Sohn des Gewerken Nikolaus Forcher († 1861). Er besuchte von 1848 bis 1851 das Stiftsgymnasium Kremsmünster und danach die Technische Hochschule Graz, allerdings ohne Abschluss. Ab 1861 war er Mitbesitzer der Ainbacher Gewerkschaft mit Sensen- und Hammerwerken, die er 1890 verkaufte. Das zum Werksbesitz gehörende Gut Ainbach bei Knittelfeld wurde 1896 an den Staat verkauft. Er war auch Besitzer des Guts Thalheim in der Gemeinde Pöls. 1867 wurde ihm das goldene Verdienstkreuz mit der Krone verliehen. Da er mit seinem Bruder Franz Maximilian die gemeinsame Abstammung von Hans Forcher aus Hall in Tirol glaubhaft machen konnte, der 1593 den erblichen Adelsstand mit Wappen erhielt, wurde ihnen 1877 mit „Allerhöchster Entschließung“ und aus „Allerhöchster Gnade“ (von Franz Joseph I., Kaiser von Österreich, König von Ungarn und von Böhmen) ihr Adelsstand anerkannt, mit dem Prädikatsnamen „Forcher von Ainbach“ und der Berechtigung zur Führung des 1593 verliehenen Wappens. 
Er war römisch-katholisch und ab 1880 verheiratet mit Karoline Ebner, mit der er aber keine Kinder hatte.
Von 1879 bis 1901 war er Mitglied im steiermärkischen Landtag (V., VI., VII. und VIII. Wahlperiode).

## Politische Funktionen
Konrad Forcher-Ainbach war aufgrund einer Nachwahl nach dem Rücktritt von Heinrich Reicher vom 23. Mai 1892 bis zum 7. September 1900 Abgeordneter des Abgeordnetenhauses im Reichsrat (VIII. und IX. Legislaturperiode), Kronland Steiermark, Wählerklasse Städte 4 (Judenburg, Weißkirchen, Oberzeiring, Knittelfeld, Obdach, Neumarkt, Unzmarkt, St. Lambrecht, Murau, Oberwölz, St. Peter, Liezen, Admont, St. Gallen, Gröbming, Schladming, Irdning, Rottenmann, Aussee).

## Klubmitgliedschaften
Konrad Forcher-Ainbach war ab 1892 im Klub der Deutschen Nationalpartei und ab 1897 im Verband der Deutschen Volkspartei.